# 富坂美織
富坂 美織（とみさか みおり）は、日本の医師（産婦人科）。医学博士。順天堂大学医学部産婦人科教室非常勤講師。日本産科婦人科学会認定産婦人科専門医。日本医師会認定産業医。元マッキンゼー・アンド・カンパニーコンサルタント。

## 人物
東京都生まれ。小学校から高校まで田園調布雙葉学園で過ごす。順天堂大学医学部卒業、東京大学医学部産婦人科教室を経て、愛育病院産婦人科に勤務。周産期救急医時代に、臨床現場の改善には、周産期システムの改善が必要であると痛感し渡米、ハーバード大学大学院にて医療政策、母子保健を学ぶ。留学時代に日本人として初めて、ハーバード女性リーダーシッププログラムのメンバーに選ばれる。在学中、ハーバード・チャイナ・イニシアティブにて、中国医療制度改革に携わる。卒後、マッキンゼー・アンド・カンパニーのコンサルタントとして、製薬業界のM&A、予防接種事業に取り組む。その後、山王病院リプロダクション・婦人科内視鏡治療センターを経て、不妊治療、周産期医療を専門としている。医師として臨床に携わる傍ら、ビル&メリンダ・ゲイツ財団とともに、ポリオ撲滅にも取り組んでいる。

## 出演

### テレビ
- ワイド!スクランブル（テレビ朝日）
- あさチャン!（TBS）（ゲストコメンテーター）
- サンデースクランブル（テレビ朝日）（ゲストコメンテーター）
- Live Nippon (BS朝日）（ゲストコメンテーター）
- 美女たちの日曜日（テレビ朝日）
- たかじんNOマネーBLACK（テレビ大阪）
- 有吉ゼミ開講2時間スペシャル アブない芸能人で学ぶ現代社会（日本テレビ）
- バカと科学者の蜜談 空飛ぶ車...不老不死...それ全部デキてます（TBS）
- アゲるテレビ（フジテレビ）
- 情報プレゼンター とくダネ!（フジテレビ）（レギュラーコメンテーター；2011年11月 - 2012年3月）
- Curiosity：好奇心の扉（ディスカバリーチャンネル）
- スッキリ（日本テレビ）－ 水曜ゲストコメンテーター

### ラジオ
- face（JFN）
- きのうの続きのつづき（ラジオ日本）

### 書籍
- 『ハーバード、マッキンゼーで知った 一流にみせる仕事術』（大和書房）
- 『「2人」で知っておきたい妊娠・出産・不妊のリアル』（ダイヤモンド）
- 『自信加乗 ハーバードの論理力、マッキンゼーの楽観力、ドクターの人間力』(講談社）

### 雑誌
- 『日経WOMAN』（日経BP社）
- 『25ans』(ヴァンサンカン）（ハースト婦人画報）
- 『Richesse』（リシェス）　(ハースト婦人画報）
- 『週刊SPA!』（扶桑社）
- 『COURRiER Japon』（クーリエ・ジャポン）（講談社）
- 『AERA』（アエラ）（朝日新聞出版）
- 『Grazia』（グラツィア）（講談社）
- 『週刊ポスト』（小学館）
- 『CNN ENGLISH EXPRESS』（朝日出版社）
- 『オレンジページ からだの本』（オレンジページ）
- 『プレモ』（主婦の友社）
- 『Newsweek ニューズウィーク日本版』（阪急コミュニケーションズ）

### 医療指導
- ドラマ『きらきら研修医』（TBS 2007年）
- ドラマ『だいすき!!』（TBS 2008年）
- ドラマ『佐々木夫妻の仁義なき戦い』（TBS 2008年）
- ドラマ『息もできない夏』（フジテレビ　2012年）